# Muhammad as-Sadawi
Muhammad as-Sadawi (in francese Mohamed Saadaoui, in arabo محمد السعداوي‎?; 11 maggio 1995) è un lottatore tunisino, specializzato nella lotta libera.

## Biografia
Grazie alla qualificazione ottenuta al torneo preolimpico di Algeri, ha rappresentato Tunisia ai Giochi olimpici estivi di Rio de Janeiro 2016, dove è stato eliminato al primo turno dall'iraniano Alireza Karimi.
Ai Giochi olimpici di Tokyo 2020, dove è stato estromesso agli ottavi dal macedone Magomedgaji Nurov.

## Palmarès
| Anno | Manifestazione              | Sede                 | Evento | Risultato | Note |
| ---- | --------------------------- | -------------------- | ------ | --------- | ---- |
| 2014 | Campionati africani junior  | Tunisia              | 97 kg  | Argento   |      |
| 2015 | Campionati africani junior  | Alessandria d'Egitto | 84 kg  | Oro       |      |
| 2015 | Campionati africani         | Alessandria d'Egitto | 97 kg  | 5º        |      |
| 2015 | Mondiali junior             | Salvador             | 96 kg  | 13º       |      |
| 2015 | Giochi panafricani          | Brazzaville          | 84 kg  | Argento   |      |
| 2016 | Campionati africani         | Alessandria d'Egitto | 97 kg  | Oro       |      |
| 2016 | Giochi olimpici             | Rio de Janeiro       | 86 kg  | 18º       |      |
| 2017 | Campionati africani         | Marrakech            | 86 kg  | Oro       |      |
| 2018 | Campionati del Mediterraneo | Algeri               | 92 kg  | Oro       |      |
| 2019 | Campionati africani         | Hammamet             | 92 kg  | Oro       |      |
| 2020 | Campionati africani         | Algeri               | 97 kg  | Oro       |      |
| 2021 | Giochi olimpici             | Tokyo                | 97 kg  | 15º       |      |

## Altre competizioni internazionali
2015
- Bronzo nei 97 kg al Memorial Abdelaziz Oueslati ( Tunisi)
- 13º negli 86 kg al Torneo Dan Kolov - Nikola Petrov ( Sofia)
- Bronzo negli 86 kg al Torneo Dmitri Korkin ( Jakutsk)

2016
- 22º negli 97 kg al Yasar Dogu ( Istanbul)
- nei 86 kg nel Torneo di qualificazione olimpico Africa e Oceania ( Algeri)
- 10º al nei 97 kg al Memorial Waclaw Ziolkowski ( Spala)

2017
- 20º nei 97 kg al Torneo Internazionale Ucraino ( Kiev)
- 25º negli 86 kg al Torneo Dan Kolov - Nikola Petrov ( Ruse)
- 11º nei 97 kg al Torneo Vladimir Semenov ( Neftejugansk)

2018
- 9º nei 97 kg al Torneo Vladimir Semenov ( Neftejugansk)

2021
- negli 86 kg nel Torneo di qualificazione olimpico Africa e Oceania ( Hammamet)